# Perestyén
Perestyén (Prisian), település Romániában, Krassó Szörény megyében.

## Fekvése
Karánsebestől délkeletre, a Temes bal partján fekvő település.

## Története
Perestyén nevét 1447-ben említette először oklevél Priscyen utraque in districtu Sebes et
comitatu Themes formában.
1495-ben Alsoprysyen, Felsevprysyen in districtu Karansebes et Borzafew, 1690–1700 között Pristian, 1785-ben Prisztian, 1808-ban Prisztian, 1888-ban Priszián, 1913-ban Perestyén néven írták.
A trianoni békeszerződés előtt Krassó-Szörény vármegye Karánsebesi járásához tartozott.
1910-ben 490 lakosából 23 magyar, 46 román volt. Ebből 19 római katolikus, 464 görögkeleti ortodox volt.

## Források

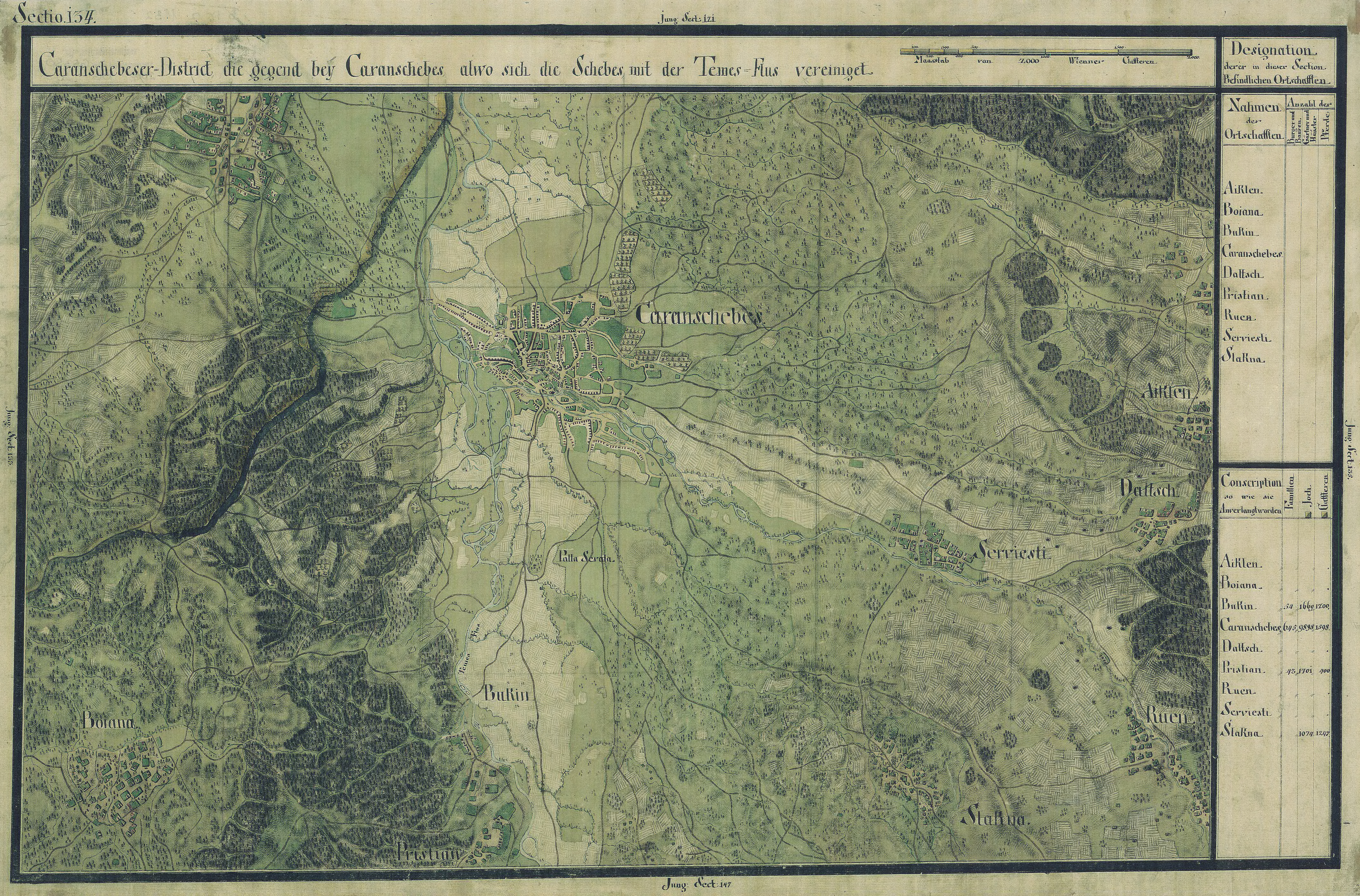